# Родріго Аболс
Родріго Аболс (латис. Rodrigo Ābols, нар. 5 січня 1996, Рига) — латвійський хокеїст, нападник клубу ШХЛ «Еребру». Гравець збірної команди Латвії.

## Ігрова кар'єра
Син Артіса Аболса і саме під його керівництвом Родріго дебютував у Молодіжній хокейній лізі за ХК «Рига».
У сезоні 2014–15 нападник захищав кольори команди «Динамо» (Рига) (КХЛ).
Аболс влітку 2015 перебрався до Північної Америки, де виступав за «Портленд Вінтергокс» (ЗХЛ).
2016 року був обраний на драфті НХЛ під 184-м загальним номером командою «Ванкувер Канакс».
Сезон 2016–17 Родріго провів у двох клубах «Портленд Вінтергокс» та «Акаді-Батерст Тайтен».
Сезон 2017–18 Аболс провів за шведський клуб «Еребру» та в оренді за «БІК Карлскуга». Наступного сезону латиш відігра за «Еребру».
28 травня 2019 Аболс та «Флорида Пантерс» уклали дворічний контракт. Сезон 2019–20 Родріго відіграв у двох командах «Спрінгфілд Тандерберд» та «Грінвілл Суомп Реббітс».
3 серпня 2020 року Аболс повернувся до Швеції в розташування клубу «Еребру» у зв'язку з відкладенням старту сезону в НХЛ через пандемію COVID-19. 13 січня 2021 року «Флорида Пантерс» розірвала контракт з латишем.
Був гравцем молодіжної збірної Латвії, у складі якої брав участь у 20 іграх. У складі національної збірної Латвії провів 27 матчів.

## Статистика

### Клубні виступи
| Сезон        | Клуб                     | Ліга         | Регулярний сезон | Регулярний сезон | Регулярний сезон | Регулярний сезон | Регулярний сезон | Плей-оф | Плей-оф | Плей-оф | Плей-оф | Плей-оф |
| Сезон        | Клуб                     | Ліга         | І                | Г                | П                | О                | ШХ               | І       | Г       | П       | О       | ШХ      |
| ------------ | ------------------------ | ------------ | ---------------- | ---------------- | ---------------- | ---------------- | ---------------- | ------- | ------- | ------- | ------- | ------- |
| 2013–14      | ХК «Рига»                | МХЛ          | 44               | 7                | 9                | 16               | 34               | 10      | 1       | 0       | 1       | 12      |
| 2013–14      | «Динамо» (Рига) мол.     | ЛХЛ          | 1                | 1                | 3                | 4                | 0                | —       | —       | —       | —       | —       |
| 2014–15      | ХК «Рига»                | МХЛ          | 35               | 20               | 18               | 38               | 61               | 3       | 0       | 1       | 1       | 2       |
| 2014–15      | «Динамо» (Рига)          | КХЛ          | 14               | 1                | 4                | 5                | 4                | —       | —       | —       | —       | —       |
| 2015–16      | «Портленд Вінтергокс»    | ЗХЛ          | 62               | 20               | 29               | 49               | 42               | 4       | 0       | 1       | 1       | 4       |
| 2016–17      | «Портленд Вінтергокс»    | ЗХЛ          | 2                | 0                | 1                | 1                | 7                | —       | —       | —       | —       | —       |
| 2016–17      | «Акаді-Батерст Тайтен»   | ГЮХЛК        | 52               | 18               | 32               | 50               | 43               | 11      | 5       | 6       | 11      | 12      |
| 2017–18      | «Еребру»                 | ШХЛ          | 26               | 0                | 1                | 1                | 6                | —       | —       | —       | —       | —       |
| 2017–18      | «БІК Карлскуга»          | Аллсв        | 18               | 7                | 10               | 17               | 20               | —       | —       | —       | —       | —       |
| 2018–19      | «Еребру»                 | ШХЛ          | 45               | 18               | 8                | 26               | 20               | 2       | 0       | 1       | 1       | 0       |
| 2019–20      | «Спрінгфілд Тандерберд»  | АХЛ          | 36               | 7                | 16               | 23               | 15               | —       | —       | —       | —       | —       |
| 2019–20      | «Грінвілл Суомп Реббітс» | ХЛСУ         | 4                | 3                | 1                | 4                | 4                | —       | —       | —       | —       | —       |
| 2020–21      | «Еребру»                 | ШХЛ          | 47               | 20               | 15               | 35               | 16               | 9       | 3       | 7       | 10      | 2       |
| Усього в КХЛ | Усього в КХЛ             | Усього в КХЛ | 14               | 1                | 4                | 5                | 4                | —       | —       | —       | —       | —       |
| Усього в ШХЛ | Усього в ШХЛ             | Усього в ШХЛ | 118              | 38               | 24               | 62               | 42               | 11      | 3       | 8       | 11      | 2       |

### Збірна
| Рік                | Команда            | Турнір             | Місце              | І  | Г  | П | О  | ШХ |
| ------------------ | ------------------ | ------------------ | ------------------ | -- | -- | - | -- | -- |
| 2014               | Латвія             | МЧС18-D1           | 12-е               | 5  | 1  | 3 | 4  | 2  |
| 2014               | Латвія             | МЧС-D1             | 13-е               | 5  | 3  | 2 | 5  | 2  |
| 2015               | Латвія             | МЧС-D1             | 15-е               | 5  | 2  | 2 | 4  | 2  |
| 2015               | Латвія             | ЧС                 | 13-е               | 7  | 0  | 0 | 0  | 0  |
| 2016               | Латвія             | МЧС-D1             | 11-е               | 5  | 4  | 1 | 5  | 0  |
| 2016               | Латвія             | ЧС                 | 13-е               | 7  | 0  | 1 | 1  | 0  |
| 2016               | Латвія             | Квал. ЗОІ          | DNQ                | 3  | 1  | 2 | 3  | 0  |
| 2018               | Латвія             | ЧС                 | 8-е                | 8  | 1  | 4 | 5  | 4  |
| 2019               | Латвія             | ЧС                 | 10-е               | 2  | 1  | 0 | 1  | 0  |
| Молодіжна збірна   | Молодіжна збірна   | Молодіжна збірна   | Молодіжна збірна   | 20 | 10 | 8 | 18 | 6  |
| Національна збірна | Національна збірна | Національна збірна | Національна збірна | 27 | 3  | 7 | 10 | 4  |